# III bitwa o Artois
III bitwa pod Artois (znana również jako ofensywa Loos–Artois) – bitwa stoczona na froncie zachodnim I wojny światowej w dniach 25 września – 4 listopada 1915 roku przez francuską 10 Armię przeciwko niemieckiej 6 Armii. Ofensywa, mająca wzmocnić efekty II bitwy w Szampanii, była ostatnią w tym roku próbą gen. Josepha Joffre’a, francuskiego dowódcy naczelnego, wykorzystania przewagi liczebnej aliantów nad Niemcami. Planowano jednoczesne ataki w Szampanii-Ardenach, mające na celu zdobycie linii kolejowej w Attigny, oraz w Artois, mające na celu przejęcie linii kolejowej przez Douai, aby zmusić Niemców do wycofania się z wybrzuszenia pod Noyon.

## Tło
Plan strategiczny Joffre’a zakładał serię ataków na froncie zachodnim, przeprowadzonych jednocześnie z włoskimi ofensywami nad rzeką Isonzo oraz atakiem Brytyjskiego Korpusu Ekspedycyjnego w pobliżu Loos-en-Gohelle. Początkowo feldmarszałek John French i gen. Douglas Haig sprzeciwiali się atakowi, ze względu na ukształtowanie terenu, brak ciężkiej artylerii, amunicji i rezerw. Dowódcy zostali jednak zignorowani przez brytyjskiego ministra wojny, lorda Kitchenera, który nakazał Frenchowi i Haigowi przeprowadzenie ofensywy. W Artois 6 Armia (książę koronny Rupprecht Bawarski) stawiła czoła, w północnej części swojego odcinka aż do Bully Grenay, brytyjskiej 1 Armii (gen. Douglas Haig), a w południowej – francuskiej 10 Armii (gen. Victor d'Urbal). Francuski plan zakładał zdobycie wzgórz między Liévin a Bailleul, a następnie przełamanie pozycji wroga i pościg w kierunku Douai.

## Preludium

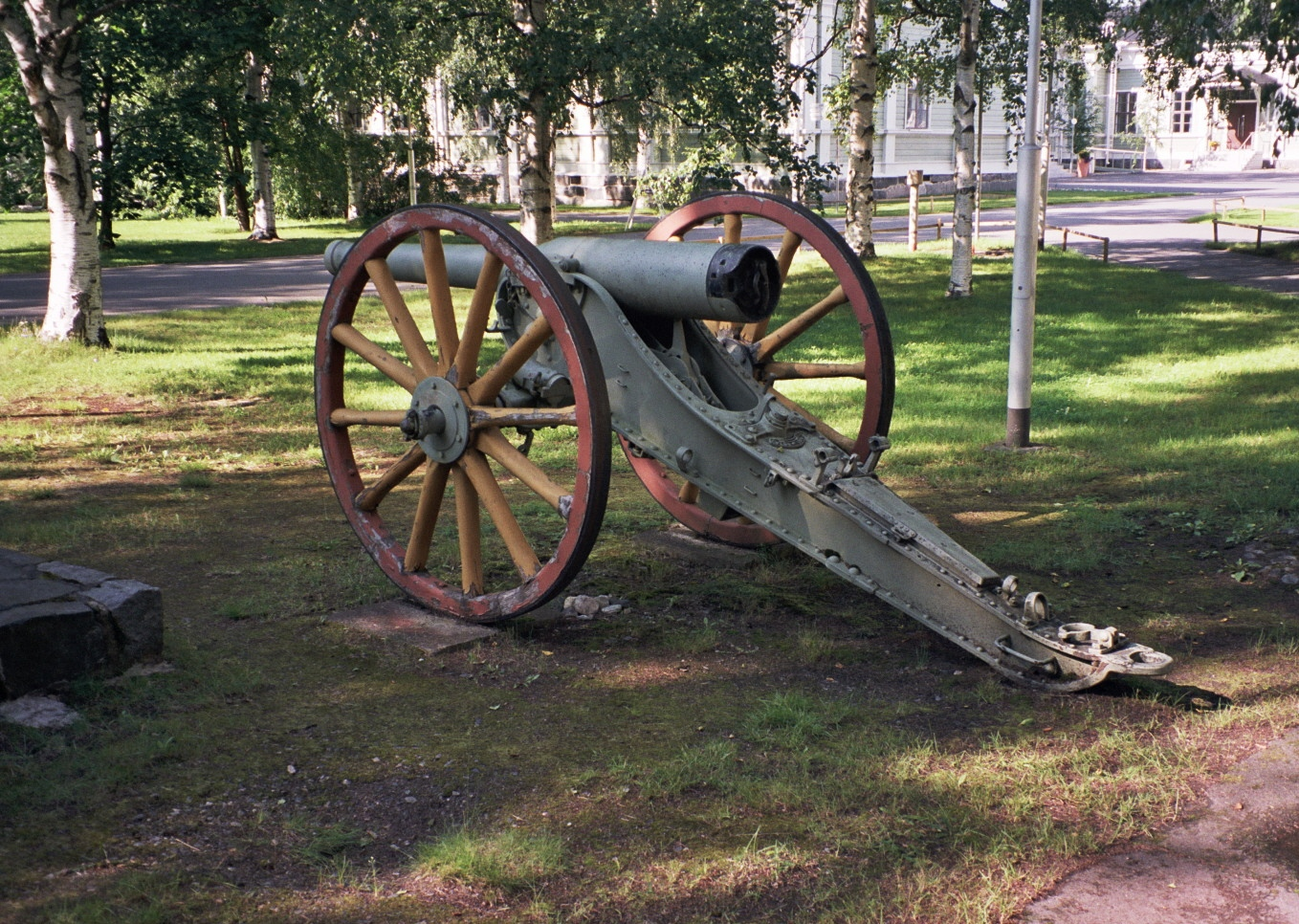
Armata 90 mm De Bange

10 Armia zgromadziła do ofensywy 17 dywizji piechoty i dwie dywizje kawalerii, wspierane przez 630 armat polowych i 420 dział ciężkich. 6 Armia liczyła około 13 dywizji. Od 19 do 13 września francuska artyleria polowa wystrzeliła 1,4 miliona pocisków, a ciężka artyleria – 250 000 pocisków w kierunku niemieckich pozycji obronnych. Przestarzałe działa De Bange kal. 90 mm zostały użyte do wystrzelenia kolejnych 63 500 pocisków.

## Bitwa
Ostrzał artyleryjski rozpoczął się 21 września, a 25 września 10 Armia zaatakowała dopiero o godzinie 12:25, aby upewnić się, że rozwiała się poranna mgła. XXI Korpus zaatakował ruiny wioski Souchez i farmę La Folie. XXXIII Korpus poczynił pewne postępy, ale III i XII Korpus na południu zostały odparte. Na froncie XXI Korpusu, 13 Dywizja, atakująca w pobliżu Souchez z 14 790 żołnierzami, poniosła w pierwszych dniach straty sięgające 41 proc. stanu osobowego. Po południu zaczął padać deszcz, co utrudniło pracę obserwatorów artyleryjskich, a godziny ataków zostały przesunięte na jeszcze później, co znacznie utrudniło koordynację z brytyjską 1 Armią na północnej flance. Do 26 września XXXIII i XXI Korpus zdobyły Souchez, ale III i XII Korpus poczyniły niewielkie postępy na południowy wschód od Neuville-Saint-Vaast.
Francuzom nie udało się przełamać niemieckiej drugiej linii obrony i osiągnięcie celów operacji nie było możliwe. Joffre wysłał francuski IX Korpus, aby wspomóc brytyjskie ataki na Loos, ale ta akcja również nie przyniosła żadnych korzyści strategicznych. Joffre nakazał również Fochowi oszczędzanie piechoty i amunicji, aby wzmocnić jednoczesną ofensywę w Szampanii; zużycie amunicji w Artois były tak duże, że ofensywa miała zostać ograniczona, ale bez dawania Brytyjczykom wrażenia, że zostali pozostawieni sami sobie. W bardzo deszczową pogodę 10 Armia zdobyła wzgórze Vimy, z wyjątkiem najwyższego punktu, gdzie niemieckie kontrataki odbiły teren z rąk XXXIII Korpusu. Foch przejął kontrolę nad terenem na brytyjskim prawym skrzydle, ale koordynacja ataków w tym samym dniu stała się niemożliwa. Bitwa trwała do 13 października, kończąc się wśród jesiennych deszczów, zupełnego wyczerpania wojsk i wzajemnego obarczania się aliantów winą za niepowodzenie.

## Następstwa

### Analiza

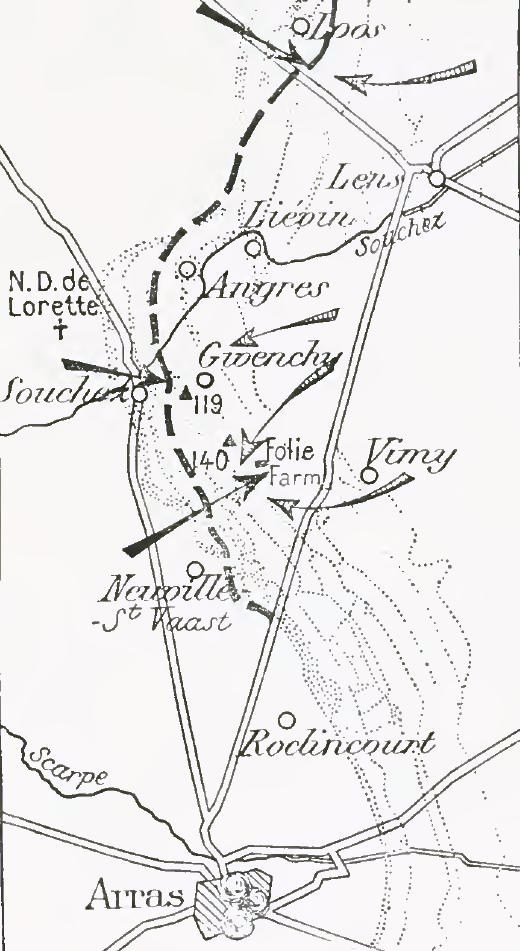
Ataki 10 Armii i niemieckie kontrataki, wrzesień – październik 1915

Dwie francuskie ofensywy pod Artois w 1915 roku przesunęły linię frontu o zaledwie 5–6 km na froncie o długości 9 km. Po przejściu 3 km w II bitwie pod Artois w maju, Francuzi przesunęli linię frontu o kolejne 2–3 km w ofensywie wrześniowej. Fayolle doniósł, że III bitwa pod Artois zakończyła się porażką z powodu nieprzeciętych zwojów drutu kolczastego oraz siły ognia niemieckich karabinów maszynowych i artylerii. Sukces ataków piechoty zależał od zdolności własnej artylerii do zniszczenia drutu kolczastego, zdemolowania niemieckich fortyfikacji polowych i zapobieżenia ostrzałowi francuskiej piechoty przez niemiecką artylerię ogniem kontrbateryjnym; tocząca się równolegle II bitwa w Szampanii trwała do pierwszych dni listopada.

### Straty
Oficjalni historycy Reichsarchiv odnotowali 51 100 niemieckich strat do końca października. W 2008 roku Jack Sheldon, korzystając z danych zaczerpniętych z francuskiej historii oficjalnej, odnotował 48 230 ofiar po stronie Francji, co stanowi mniej niż połowę strat Francuzów poniesionych podczas ofensywy wiosennej od kwietnia do czerwca. James Edmonds, brytyjski oficjalny historyk, odnotował 61 713 brytyjskich i ok. 26 000 niemieckich ofiar w bitwie pod Loos. Elizabeth Greenhalgh napisała, że spośród 48 230 francuskich ofiar 18 657 żołnierzy zginęło lub zostało uznanych za zaginionych; za tę cenę schwytano 2000 jeńców, zdobyto na wrogu 35 karabinów maszynowych, wiele moździerzy okopowych i innych elementów wyposażenia.